# Barbie en het Diamantkasteel
Barbie en het Diamantkasteel (Engels: Barbie and the Diamond Castle) is de dertiende digitale animatie- en direct-naar-video-film van Barbie en de derde musical. De film kwam uit op 9 september 2008 en werd geregisseerd door Gino Nichele. Barbie vertolkt hierin de rol van Liana die samen met haar vriendin Alexa in een cottage woont waar ze bloemen kweken en verkopen. Wanneer ze een spiegel vinden waar een jonge vrouw genaamd Melody in opgesloten zit, besluiten ze om op avontuur te gaan om haar te helpen.

## Plaats binnen de Barbiefilms
| Vorige film            | Volgende film              |
| ---------------------- | -------------------------- |
| Barbie Mariposa (2008) | Barbie Kerstverhaal (2008) |

## Soundtrack
De muziek werd gecomponeerd door Arnie Roth en uitgevoerd door het Czech Philharmonic Chamber Orchestra. De songs werden geschreven door Amy Powers, Guy Roche, Russ DeSalvo, Gabriel Mann, Megan Cavallari, Jeannie Lurie en Rob Hudnut. Daarnaast komen onder andere Ode an die Freude van Beethoven en Symfonie nr. 1 van Brahms in de film voor.
| Nr. | Liedjes                             | Uitvoering                                                                     | Engelse uitvoering                          |
| --- | ----------------------------------- | ------------------------------------------------------------------------------ | ------------------------------------------- |
| 1.  | Twee stemmen, één lied              | Laura Vlasblom (Barbie/Liana) & Cystine Carreon (Teresa/Alexa)                 | Melissa Lyons & Cassidy Ladden              |
| 2.  | Verbonden                           | Laura Vlasblom (Liana), Cystine Carreon (Alexa) & Alexandra Alphenaar (Melody) | Melissa Lyons, Cassidy Ladden & Lara Janine |
| 3.  | Geweldige ik                        | Willemijn Verkaik (Lydia)                                                      | Kathleen Barr                               |
| 4.  | Geloof                              | Laura Vlasblom (Liana), Cystine Carreon (Alexa) & Alexandra Alphenaar (Melody) | Melissa Lyons, Cassidy Ladden & Lara Janine |
| 5.  | We gaan het vinden                  | Laura Vlasblom (Liana) & Cystine Carreon (Alexa)                               | Melissa Lyons & Cassidy Ladden              |
| 6.  | Voor de mooiste vrouw               | Tony Neef (Ian) & Alexander van Breemen (Jeremy)                               | Noel Johansen & Jeremy From                 |
| 7.  | Verbonden (aftiteling en videoclip) | Cystine Carreon (Liana) & Monique van der Ster (Alexa)                         | Katharine McPhee                            |

## Rolverdeling
| Personage     | Nederlandse stemmen                                            | Engelse stemmen                      |
| ------------- | -------------------------------------------------------------- | ------------------------------------ |
| Barbie        | Laura Vlasblom (zang tijdens Verbonden*: Monique van der Ster) | Kelly Sheridan (zang: Melissa Lyons) |
| Liana         | Laura Vlasblom (zang tijdens Verbonden*: Monique van der Ster) | Kelly Sheridan (zang: Melissa Lyons) |
| Teresa        | Cystine Carreon                                                | Cassidy Ladden                       |
| Alexa         | Cystine Carreon                                                | Cassidy Ladden                       |
| Stacey        | Alexandra Alphenaar                                            |                                      |
| Melody        | Alexandra Alphenaar                                            | Maryke Hendrikse (zang: Lara Janine) |
| Lydia         | Willemijn Verkaik                                              | Kathleen Barr                        |
| Ian           | Tony Neef                                                      | Noel Johansen                        |
| Jeremy        | Alexander van Breemen                                          | Jeremy From                          |
| Slyder        | Bas Keijzer                                                    | Mark Acheson                         |
| Herbergier    | Bas Keijzer                                                    | Michael Dobson                       |
| Trol          | Paul Klooté                                                    | Scott McNeil                         |
| Butler        | Paul Klooté                                                    | Ron Halder                           |
| Dori          | Marloes van den Heuvel                                         | Nicole Oliver                        |
| Phedra        | Marloes van den Heuvel                                         | Heather Doerksen                     |
| Oude vrouw    | Marloes van den Heuvel                                         | Linda Sorenson                       |
| Sparkles/Lily |                                                                | Veena Sood                           |

## Nederlandse productie
- Vertaling - Cynthia de Graaff
- Regie dialoog - Stephan Kern
- Regie zang - Laura Vlasblom
- Techniek dialoog - Peter Pluer
- Techniek zang - Stephan Kern
- Mixage - Jens Ryberg
- Productiecoördinator - Holanda Lazic

## Overige informatie
- In elke Barbiefilm staat een zekere moraal centraal die op het einde van de aftiteling wordt weergeven. Bij deze film is dat: 'Friendship is the true treasure'.